# Saint-Chély-d’Aubrac
Saint-Chély-d’Aubrac – miejscowość i gmina we Francji, w regionie Oksytania, w departamencie Aveyron. W 2013 roku jej populacja wynosiła 548 mieszkańców. Na terenie gminy, w pobliżu osady Aubrac, swoje źródła ma potok Boralde de Saint-Chély-d’Aubrac. 